# Alonuszka (przystanek kolejowy)
Alonuszka (biał. Алёнушка; ros. Алёнушка) – przystanek kolejowy w pobliżu miejscowości Klin, w rejonie pińskim, w obwodzie brzeskim, na Białorusi. Leży na linii Homel - Łuniniec - Żabinka.